# اندیس دهلران
دهلران یک اندیس مصالح ساختمانی است که در حوالی شهر دهلران استان ایلام قرار دارد و مادهٔ معدنی موجود در آن، گچ است.سنگ میزبان این اندیس سنگ گچ است و دیرینگی آن به دوران سازندهای کلهر-آسماری می‌رسد. در این اندیس، پاراژنز‌های دولومیت یافت می‌شوند.